# Andrea Pizzitola
Andrea Pizzitola (Montpellier, 19 de junio de 1992) es un piloto de automovilismo francés.

## Biografía
Vicecampeón del Campeonato Francés de F4 en 2011, Andrea Pizzitola ascendió a la Eurocopa de Fórmula Renault 2.0 la temporada siguiente. Con el equipo francés R-ace GP, terminó en el puesto 21 del campeonato. Al mismo tiempo, participó en la Fórmula Renault 2.0 NEC y finalizó en cuatro podios.
Con ART Grand Prix, la temporada 2013 fue mejor para el francés, que consiguió su primer podio en la Eurocopa de Fórmula Renault 2.0 y ganó su primera carrera en la Fórmula Renault 2.0 NEC.
La temporada 2014 es aún mejor para Pizzitola, con Manor MP Motorsport. Obtuvo otra victoria en la Fórmula Renault 2.0 NEC, pero sobre todo, logró sus dos primeras victorias en la Eurocopa de Fórmula Renault 2.0, lo que le permitió terminar cuarto en el campeonato. Al final de la temporada, participó en las pruebas de la GP3 Series en Abu Dhabi y marcó el mejor tiempo.
En 2015 ganó el Campeonato de Europa Renault Sport Trophy en la categoría Élite. Esto le permite realizar una prueba con Nissan en Japón en GT500.
En 2016 firmó contrato con Nissan y Renault como piloto oficial, y progresó en LMP2 en las ELMS, en las Asian Le Mans Series y en las 24 Horas de Le Mans con el equipo portugués Algarve Pro Racing.

## Resultados
- 2011:
  - Campeonato Francés de F4: Subcampeón, tres victorias.

- 2012:
  - Eurocopa de Fórmula Renault 2.0: 21.º, una pole position.
  - Copa de Europa del Norte de Fórmula Renault 2.0: 13.º, cuatro podios.

- 2013:
  - Eurocopa de Fórmula Renault 2.0: 13.º, un podio.
  - Copa de Europa del Norte de Fórmula Renault 2.0: 6.º, una victoria.

- 2014:
  - Eurocopa de Fórmula Renault 2.0: 4.º, dos victorias.

- 2015:
  - Renault Sport Trophy Elite: Campeón, una victoria
  - Renault Sport Trophy Endurance: 2.º, dos victorias